# Begonia sorsogonensis
Begonia sorsogonensis là một loài thực vật có hoa trong họ Thu hải đường. Loài này được Elmer ex Merr. mô tả khoa học đầu tiên năm 1923.